# 6000 km di paura
6000 km di paura és una pel·lícula italiana del 1978, dirigida per Bitto Albertini.

## Argument
L'ancià Paul Stark i el jove Joe Massi, dos pilots de ral·lis, no són rivals únicament a la carrera: en Paul descobreix que entre la seva dona Sandra i Joe hi ha cert enteniment. En un Safari Rally a Kenya, els dos companys d'equip competeixen pel lideratge. Paul no hi està d'acord i intenta boicotejar la competició del segon que, malgrat això, participa igualment. Tanmateix, no guanya perquè, veient en Paul involucrat en un tràgic accident, corre a ajudar-lo.

## Repartiment
- Marcel Bozzuffi: Paul Stark
- Olga Bisera: Sandra Stark
- Joe Dallesandro: Joe Massi
- Eleonora Giorgi: Lucile Davis
- Enzo Fiermonte:
- Percy Hogan:
- Lee De Barriault:

## Curiositat
La pel·lícula va ser presentada l'any 1978 per l'actriu Olga Bisera, vestida per a l'ocasió amb un vestit de rally ignífug, a Domenica in, dirigida pel seu creador Corrado.